# PubliBike
 (août 2013).
Si vous disposez d'ouvrages ou d'articles de référence ou si vous connaissez des sites web de qualité traitant du thème abordé ici, merci de compléter l'article en donnant les références utiles à sa vérifiabilité et en les liant à la section « Notes et références ».
PubliBike est un système de vélos en libre-service (VLS) développé par CarPostal, Rent a bike et les CFF déployé dans de nombreuses villes suisses. Il forme l'un des deux grands réseaux de vélos en libre-service de la Confédération, avec le système concurrent Velospot, avec plus de 1 500 vélos et plus de 250 stations.

## Histoire

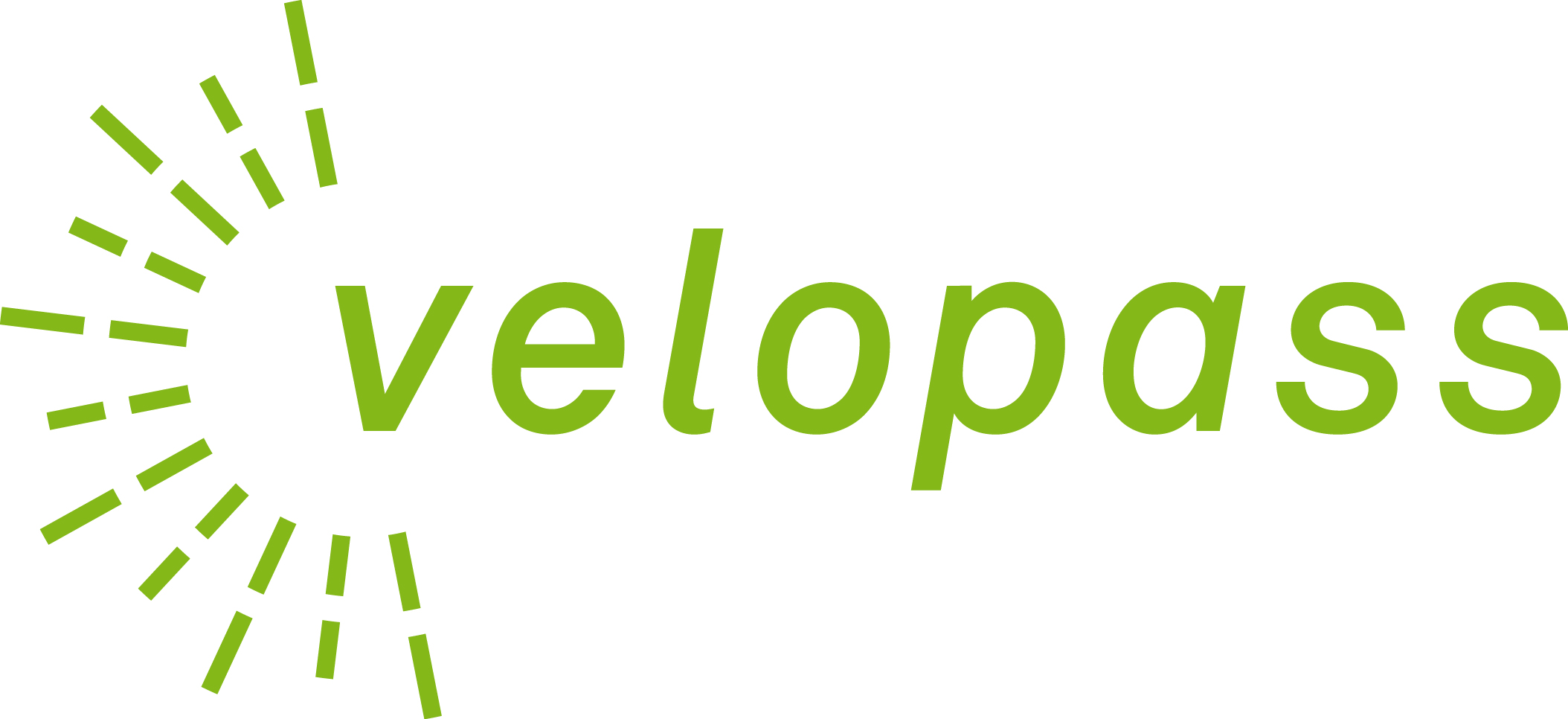
Logo de Velopass.

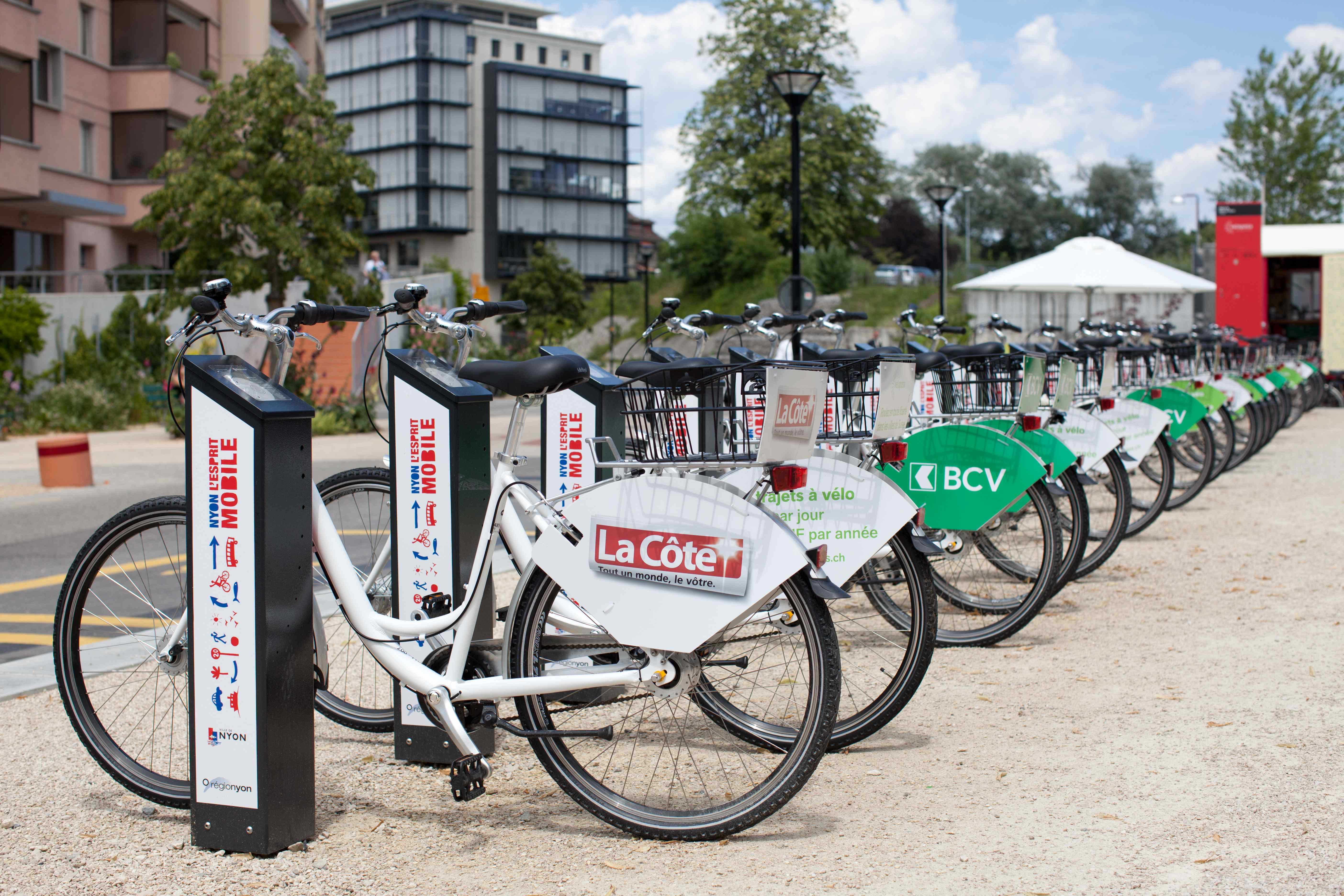
Ancienne station Velopass à Nyon.

Les origines de l'ancêtre de PubliBike, Velopass, remontent à 2003 avec la création de l'association Lausanne Roule. Entre 2004 et 2007, elle met en place un service de prêt de vélos à Lausanne, Renens et Vevey, remplacés en juin 2009 à Lausanne et Morges et en août 2009 dans la riviera vaudoise par des services de vélos en libre-service.
En 2009, la structure évolue et la société Velopass SARL, basée à Lausanne, voit le jour,. Pionnière du vélo en libre-service en Suisse elle est présente dans 20 villes, elle possédait en 2012 80 stations et plus de 800 vélos.
En 2011, CarPostal lance en partenariat avec les Chemins de fer fédéraux (CFF) son propre service, PubliBike, avec pour objectif de créer un réseau national de vélos en libre-service. L'année suivante, PubliBike rachète Velopass.
En mai 2013, PubliBike devient une société anonyme et abandonne la marque Velopass ; le réseau unifié compte désormais 113 stations.
Depuis fin 2017, plusieurs réseaux comme Lausanne et Sion sont en cours de modernisation avec l'apparition de vélos à assistance électrique.
Fin 2017, PubliBike lance ses premiers réseaux avec un tout nouveau système de vélos classiques et à assistance électrique (les « e-bikes ») à Lausanne et Lugano, avec la mise en place de nouvelles stations dans lesquelles les vélos ne sont plus fixés à des bornettes, le déverrouillage s'effectuant directement sur les vélos grâce à un cadenas électronique — à l'instar de Velospot — à l'aide d'un smartphone ou d'un SwissPass. Le site internet et l'application ont également complètement été revus.
Le cadenas des nouveaux vélos a été critiqué à l'été 2018 en raison d'une faille permettant de le forcer, cause de nombreux vols à Berne et Zurich nécessitant la suspension temporaire du service dans ces deux villes,. PubliBike ne communique pas sur les pertes financières dues à ces retraits, tout comme elle ne publie plus ses résultats financiers depuis 2016 : à part sur l'année 2012, la société a toujours été en déficit avec un record de 2,9 millions de francs suisses de pertes en 2015. Ce secret sur ses données financières pousse ses concurrents à attaquer la société de façon régulière devant les tribunaux,. Ces interrogations ont pris de l'ampleur en 2018 dans le cadre du scandale sur les irrégularités des comptes de la maison mère CarPostal. PubliBike aurait proposé gratuitement, selon le journal Le Temps, l'installation de son réseau dans les grandes villes, tout en faisant payer les autres villes.

## Présentation

### Fonctionnement
Un compte client doit obligatoirement être créé via le site internet ou l’application PubliBike. Le client choisit ensuite l’abonnement qui lui correspond le mieux puis identifie la station PubliBike de son choix via l'application ; elles sont signalées sur place par un totem violet.
Les stations proposent des vélos classiques ou des « e-bikes », nom donnés aux vélos à assistance électrique de PubliBike. Le retrait du vélo s'effectue d'abord en appuyant sur le bouton du cadenas derrière la selle puis de le déverrouiller en approchant le smartphone avec l'application ouverte ou un SwissPass.
Après une utilisation, le vélo doit être ramené à une station et le cadenas doit être reverrouillé manuellement, un clic doit être entendu afin de s'assurer du bon verrouillage. Le montant du trajet est automatiquement débité après chaque utilisation. Les vélos peuvent être empruntés 24 heures sur 24.

### Tarification
Différents abonnements s'adressent à différents groupes cibles. L'abonnement « B-Quick », sans cotisation annuelle, s'adresse aux utilisateurs occasionnels, tandis que l'abonnement « B-Fit » est destiné aux utilisateurs fréquents (février 2023).

## Disponibilité
PubliBike est représenté dans plusieurs grandes villes de Suisse et s'agrandit régulièrement. L'emplacement des stations de tous les réseaux est consultable en ligne.

## Réseaux en service
Entre novembre 2017 et 2018, 8 réseaux ont été renouvelés ou inaugurés : « Lausanne-Morges », « Agglo Fribourg-Freiburg », « Lugano-Malcantone », « Sion », « Sierre », « La Côte », « Velo Bern » à Berne et « Züri Velo » à Zurich.

### Lausanne-Morges
Le réseau Lausanne-Morges était le plus important réseau PubliBike avec ses 30 stations réparties à Lausanne, Morges, Renens, Tolochenaz, Préverenges et sur le campus UNIL-EPFL. Mis en service en juin 2009, il était co-exploité par PubliBike et la Fondation Le Relais. Il était financé par les villes de Morges et de Lausanne, la Fondation pour les étudiants de l’EPFL, la Loterie romande, l'Institut de hautes études en administration publique, Medtronic et Nespresso.
Le 30 novembre 2017, un nouveau système intégrant des vélos électriques est mis en place.

### Agglo Fribourg-Freiburg

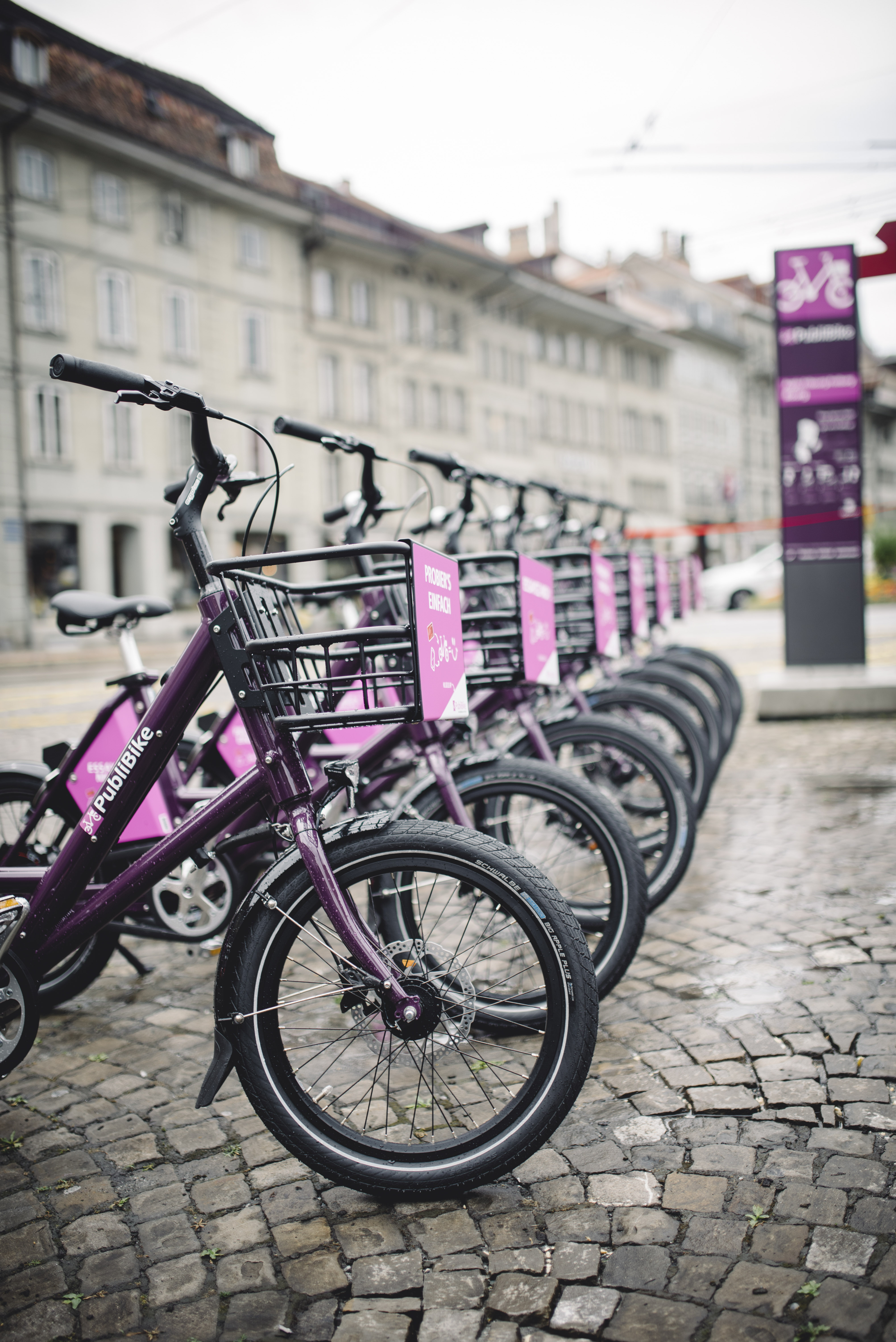
Station à Fribourg.

Le réseau Agglo Fribourg-Freiburg compte initialement dix stations réparties à Fribourg, Marly et Villars-sur-Glâne. Mis en service en avril 2010, il est exploité par ORS Service AG et financé par les trois communes, la Banque cantonale de Fribourg, le Groupe E et l'Agglomération de Fribourg. Le système a été modernisé le 3 juillet 2018 et comptait alors 9 stations et 100 vélos.

### Lugano-Malcantone
Le réseau de Lugano compte initialement douze stations réparties à Lugano, Paradiso, Melide, Morcote et Capriasca. Mis en service en juillet 2010, il est exploité par le Dicastero Giovani e Lavoro et la ville de Lugano. Il est financé par les villes de Lugano et de Paradiso.
Le système est renouvelé fin 2017 et étendu en juillet 2018 avec quatre nouvelles stations à Bioggio, Collina d'Oro, Muzzano et Agno.

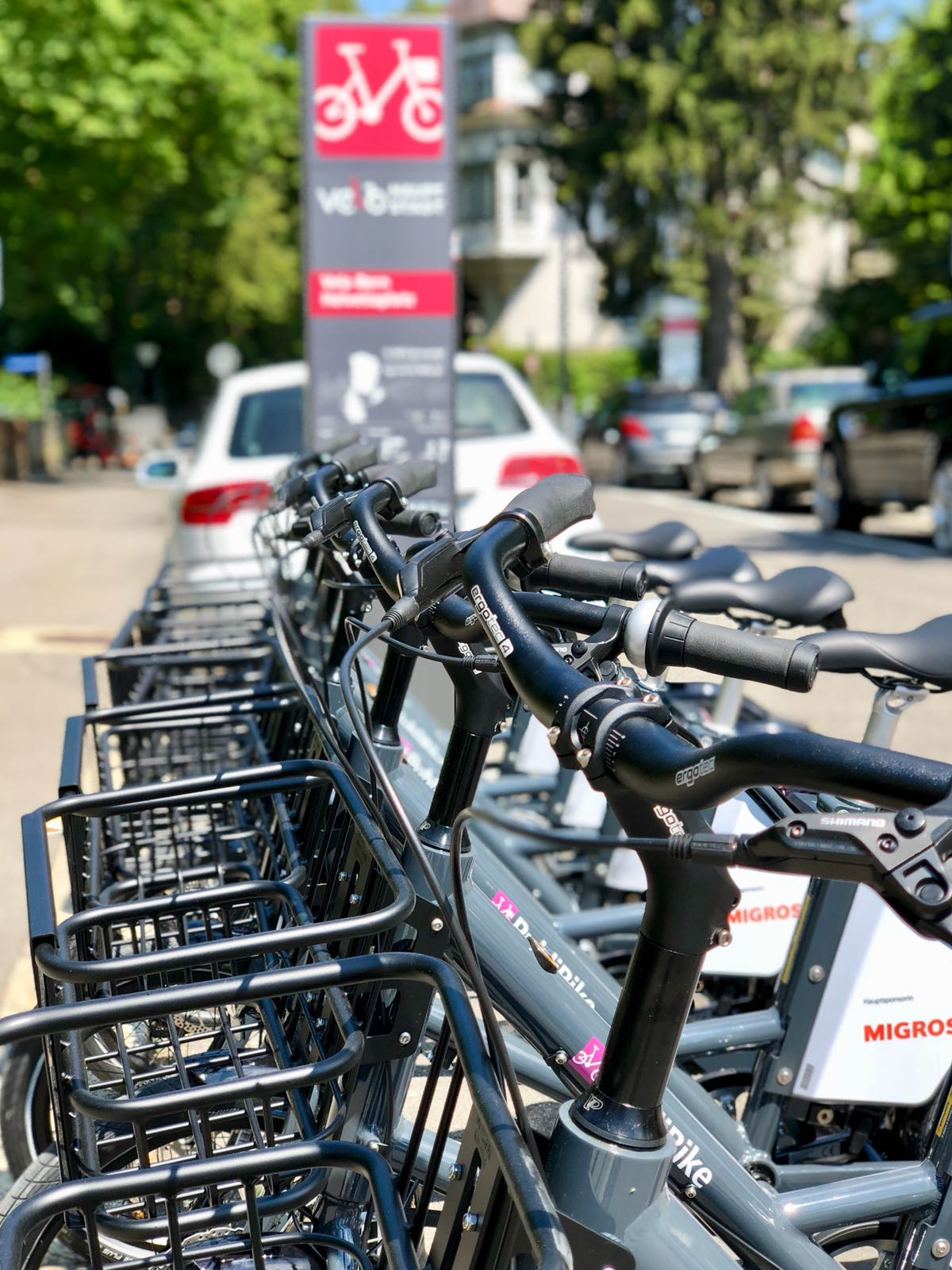
Station à Berne.

### Sion
Le réseau de Sion, financé par la ville, compte initialement sept stations réparties sur le territoire communal. Mis en service en novembre 2010, il est exploité par CarPostal. Le réseau est modernisé en mars 2018, et compte alors neuf stations.

### Sierre
Le réseau de Sierre, financé par la ville, compte dix-huit stations ; il fonctionne depuis le 5 juillet 2018.

### La Côte
Le réseau de La Côte compte treize stations réparties à Nyon, Gland et Prangins. Mis en service en juin 2011, il est exploité par l'association Pro-Jet qui s'inscrit dans le cadre des offres transitoires entre la scolarité obligatoire et l'entrée en formation secondaire II. Le réseau est modernisé en 2018, mais son extension est bloqué par un contentieux juridique avec son concurrent Intermobility, exploitant de Velospot. Le tribunal administratif fédéral met fin à ce contentieux en juillet 2018, le réseau passera à 38 stations début 2019.

### Berne
Le réseau de Berne comptait initialement huit stations réparties sur le territoire communal. Mis en service en avril 2012, il était exploité par GEWA.
Un nouveau système est lancé en juin 2018, qui reposerait à terme sur une flotte de 2 400 vélos répartis sur environ 200 stations de location,. Il serait le plus grand système de location de vélos en Suisse.

### Zurich
Le 15 décembre 2017, Zurich devient le 11e réseau du service avec trois stations à titre expérimental.

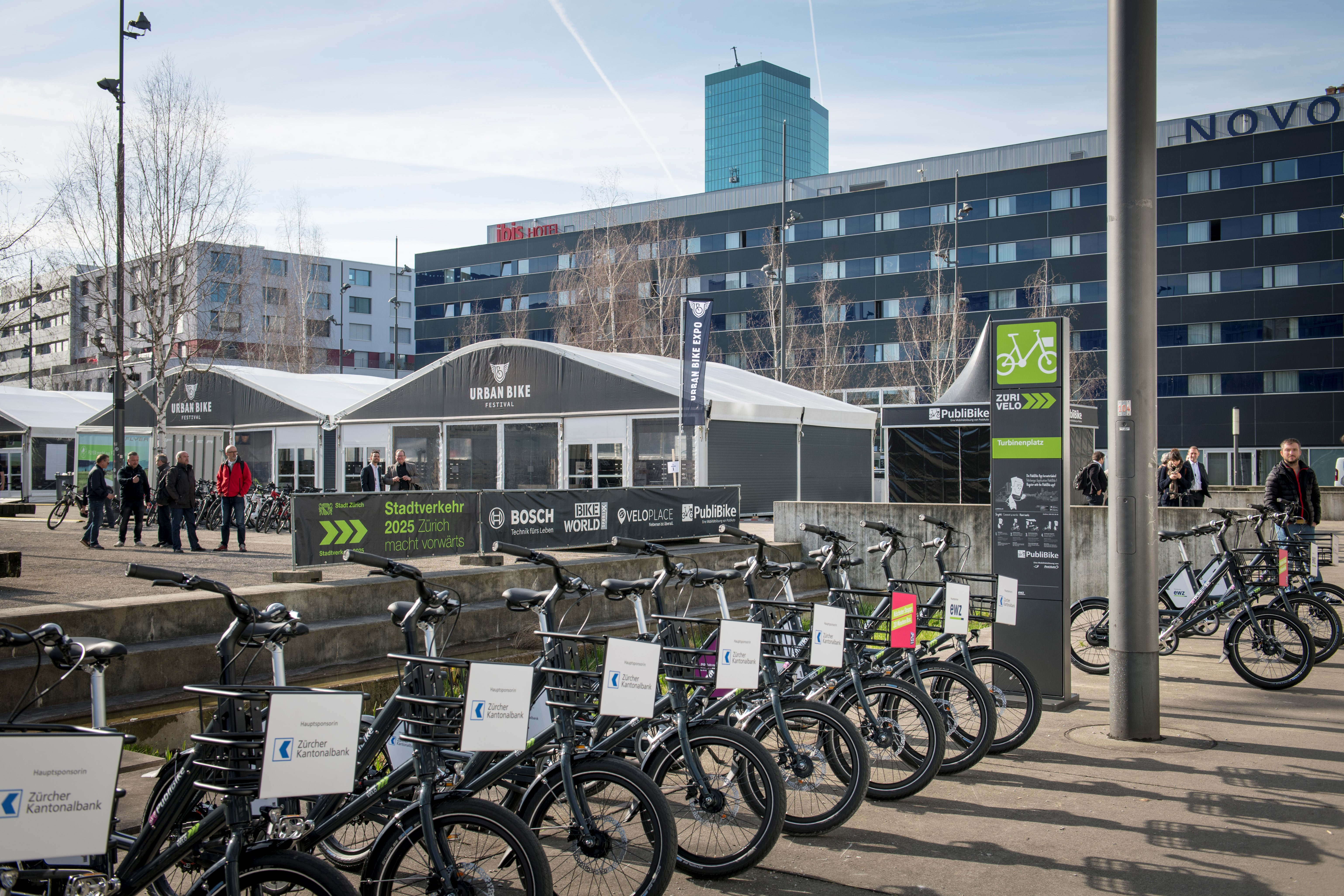
Station à Zurich.

Au printemps 2018, le réseau définitif comptera 150 stations, 1 000 vélos et 1 000 vélos à assistance électrique,.

## Anciens réseaux

### Les Lacs-Romont
Le réseau Les Lacs-Romont comptait dix stations réparties à Payerne, Avenches, Cheyres-Châbles, Estavayer et Morat. Mis en service en juillet 2011, il était exploité directement par PubliBike et il était financé par les communes, le Groupe E, la BCF et La Liberté. Il a été fermé en septembre 2018.

### Riviera
Le réseau est mis en service en juillet 2009 par Velopass avec cinq stations à Vevey et à La Tour-de-Peilz. Il est financé par Nestlé Suisse et international, la ville de Vevey et la Loterie romande. Il est remplacé le 28 août 2015 par le réseau concurrent Velospot.

### Chablais
Le réseau est mis en service le 25 octobre 2010 avec dix stations à Aigle et Monthey, financé par les communes, BASF et Manor Monthey. Faute de fréquentation, le service est arrêté le 31 janvier 2017.

### Bulle
Le réseau est mis en service en juin 2011 avec deux stations à Bulle, il est financé par la ville de Bulle, le Groupe E, la Banque cantonale de Fribourg et Gruyère Énergie. Faute de fréquentation, il est démonté en 2016.

### Yverdon-les-Bains
Le réseau d'Yverdon-les-Bains comptait neuf stations réparties sur le territoire communal. Mis en service en mai 2010, il était exploité par Caritas Vaud.

### Autres
PubliBike était également présent avec des stations à Delémont, Soleure, Winterthour, Frauenfeld, Kreuzlingen, Rapperswil-Jona (2013-2016), Lucerne, Brigue et Bâle. Certaines de ces stations ont été retirées en 2016 et 2018.

## Vélostation
La société PubliBike propose également un service de parkings sécurisés pour vélos personnels. En novembre 2010, elle a ainsi ouvert la première vélostation de Suisse romande, à la gare d'Yverdon-les-Bains. Accessible 7 jours sur 7, 24 heures sur 24 grâce à une carte d'accès (la même que pour les vélos en libre-service dans le cas d'abonnements combinés), la vélostation permet aux cyclistes de déposer leur vélo à l'abri des intempéries, dans un local fermé et surveillé.